# Tatsuyoshi Ishihara
Pour les articles homonymes, voir Ishihara.
Tatsuyoshi Ishihara (石原辰義, Ishihara Tatsuyoshi), né le 24 mars 1964 ,à Saga, est un patineur de vitesse sur piste courte japonais.

## Palmarès
- Médaillé de bronze en relais sur 5 000 m aux Jeux olympiques d'hiver de 1992 à Albertville
- Médaillé de bronze sur 500 m aux Jeux olympiques d'hiver de 1988 à Calgary (démonstration)